# Pluteus (échinidé)

Pluteus, larve d'oursin au stade planctonique.

Pluteus (ou « echinopluteus ») est le nom qu'ont donné les scientifiques au premier stade larvaire des oursins, qui est encore planctonique.

## Description
Le Pluteus est la première forme de l'oursin à la sortie de l’œuf, qui éclot en pleine mer. Ils sont totalement transparents et leur forme évoque une Tour Eiffel microscopique, pourvue de trois à six bras ciliés (chaque groupe d'oursins possède cependant des particularités dans la morphologie larvaire). Ces bras sont renforcés par un fin squelette calcaire, plus ou moins développé suivant les espèces, et facilement visible au microscope en lumière polarisée.
Les larves dérivent parmi le plancton pendant plusieurs semaines (parfois plusieurs mois, voire années) où elles se nourrissent principalement de phytoplancton, puis se laissent couler vers le fond pour se fixer sur un substrat et y entamer leur métamorphose en petits oursins juvéniles, encore particulièrement vulnérables.
Ces larves pluteus ont une symétrie bilatérale, contrairement aux échinodermes adultes qui sont pentaradiés (symétrie radiale d'ordre 5) : ces larves sont donc la preuve que les échinodermes sont bien des bilatériens, la symétrie pentaradiaire n'étant acquise que secondairement, à la métamorphose.

## Particularités et exceptions
Certaines espèces polaires ont développé un mode de reproduction différent, appelé « lecithotrophe » (la reproduction classique des oursins étant nommée « planctotrophe ») : la fécondation est toujours externe, mais se fait avec des gamètes plus gros et moins nombreux, dont le développement débouche directement sur de petits juvéniles, sans passer par le stade planctonique. Les femelles de ces espèces portent ainsi des poches d'incubation caractéristiques.
Des cas de reproduction asexuée ont été observés chez des larves de Dendraster excentricus, et seraient possibles chez d'autres espèces : dans des eaux riches en nutriments mais aussi en prédateurs, les larves planctoniques sont capables de se cloner par division, doublant ainsi leurs chances de survie.

## Utilisation scientifique
L'oursin est un modèle très utilisé pour la recherche : réaliser une fécondation en laboratoire est relativement simple, et les élevages d'oursins sont faciles à maintenir et peu coûteux contrairement à de nombreux autres animaux modèles. De plus, leurs œufs et leurs larves sont transparents, ce qui permet une excellente visibilité des processus cellulaires. 
Les espèces les plus utilisées par la recherche scientifique sont notamment Arbacia punctulata et Strongylocentrotus purpuratus.
Les pluteus présentent par ailleurs des difformités si les concentrations de polluants dans l'eau dépassent un certain seuil , : ils sont donc utilisés en écotoxicologie comme indicateurs de pollution du milieu. De même, le pourcentage d'ovocytes fécondés diminue avec l'augmentation des polluants dans le milieu : la densité de larves est donc, elle aussi, signifiante de l'état de l'eau.
Pendant plus d'un siècle, les embryologistes ont utilisé A. punctulata comme modèle expérimental, car les nombreux embryons produits par une seule ponte se développent de manière synchrone,.
En génétique, pendant des décennies, l'embryon d'oursin a été utilisé pour établir la théorie chromosomique de l'hérédité, la description des centrosomes, la parthénogenèse et la fécondation,,. Les travaux de recherche au cours des trente dernières années, ont permis de comprendre des phénomènes tels que l'ARNm stable et le contrôle de la traduction génétique, l'isolement et la caractérisation du fuseau mitotique, et la réalisation que les principales protéines de structure de fuseau sont les microtubules,.
Le premier échinoderme à avoir vu son génome entièrement séquencé fut l'oursin pourpre Strongylocentrotus purpuratus.

## Galerie

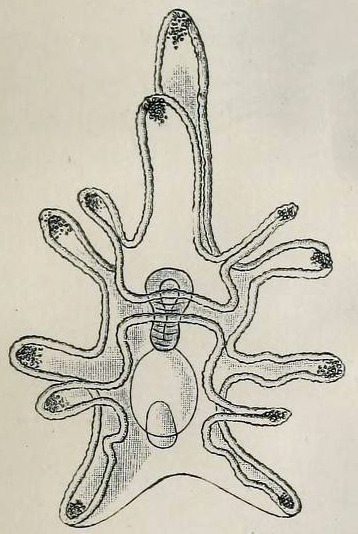
schéma de développement d'un pluteus.
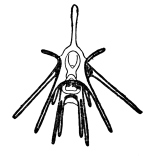
Autre schéma de pluteus.
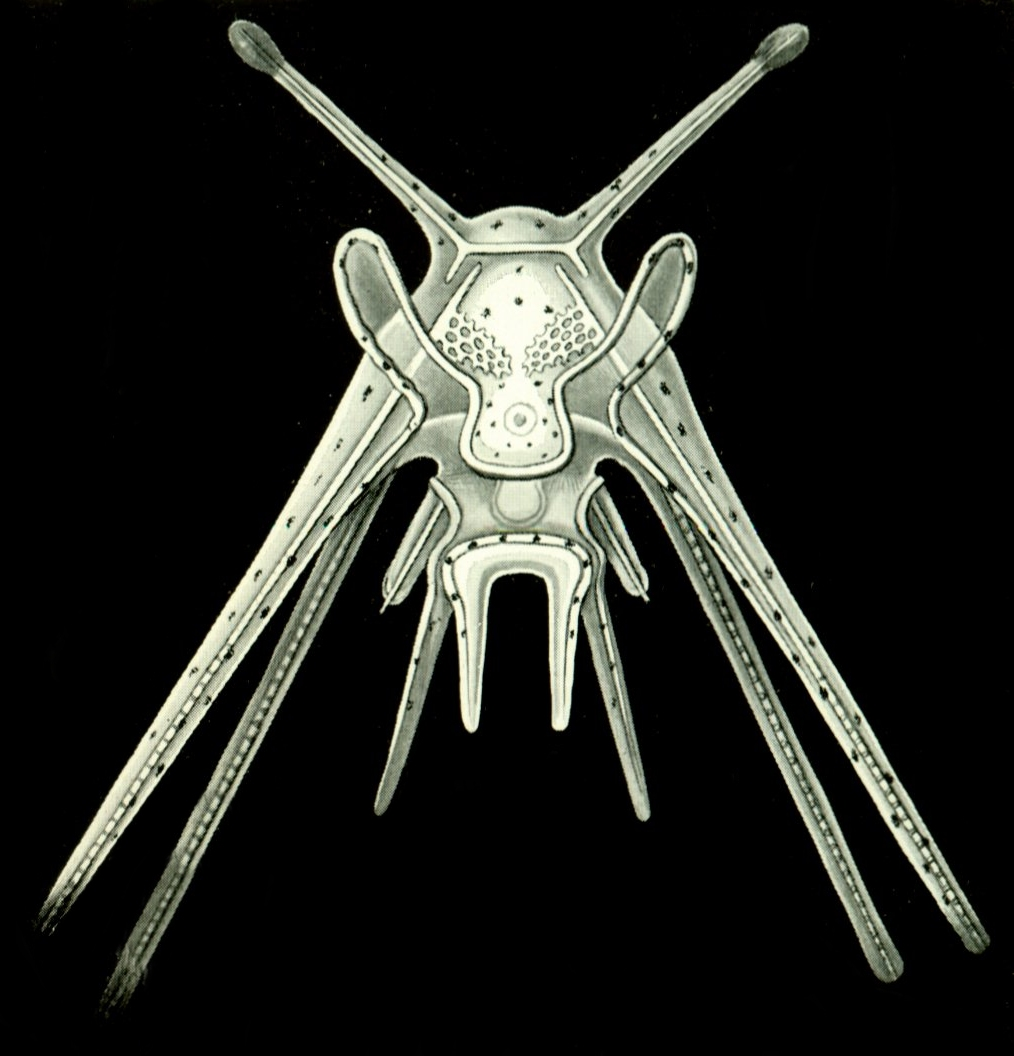
Pluteus d'oursin noir dessiné par Ernst Haeckel.
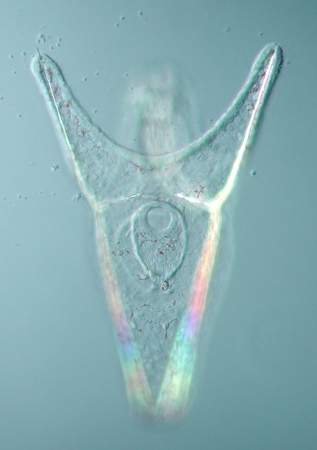
Psammechinus miliaris
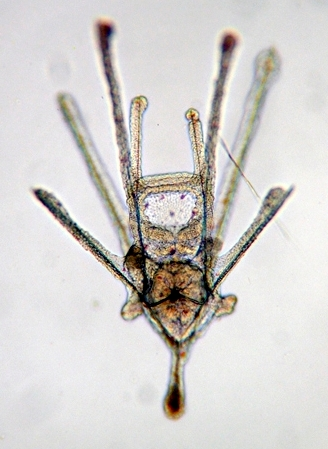
Echinocardium cordatum
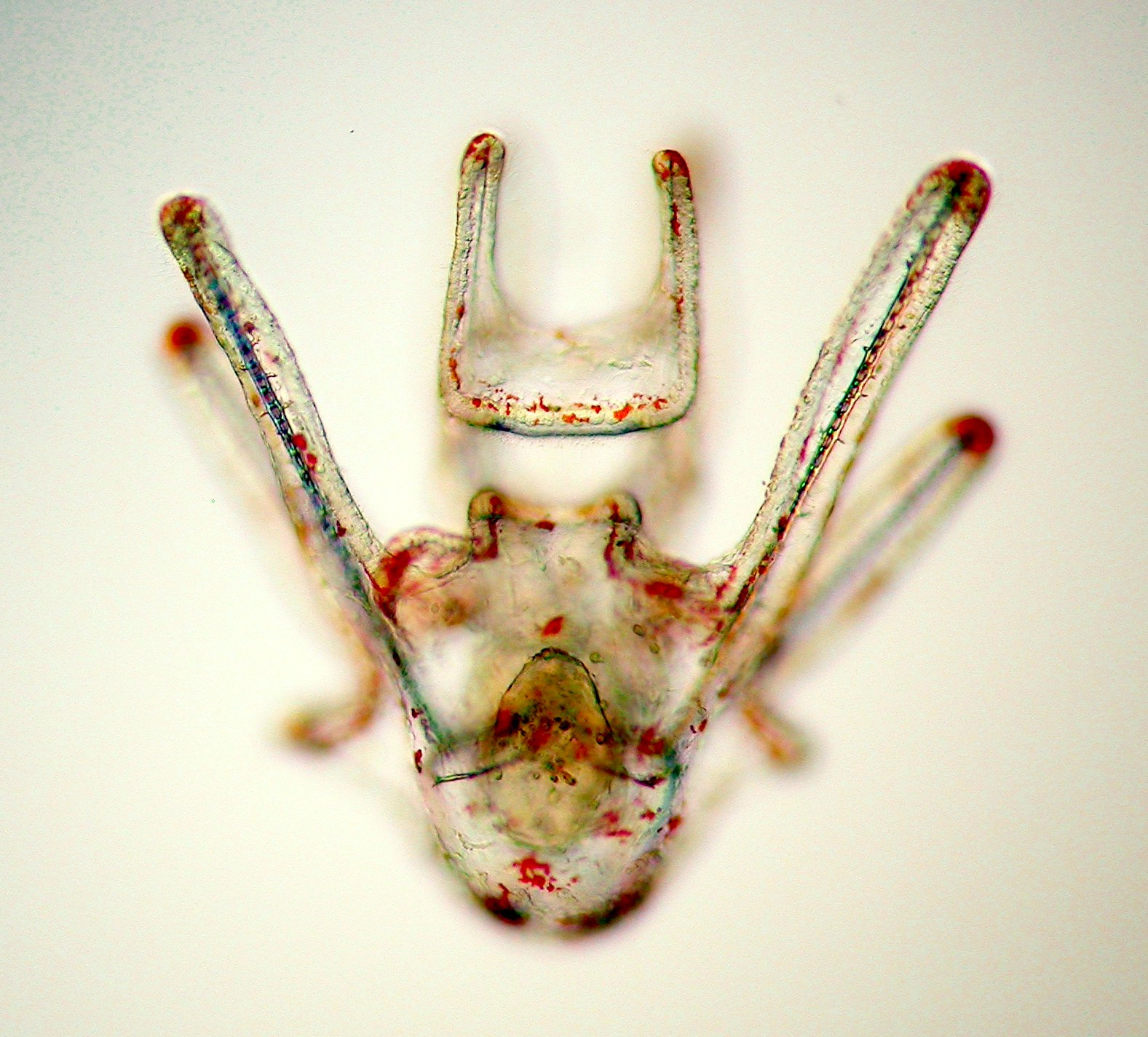
Clypeaster subdepressus
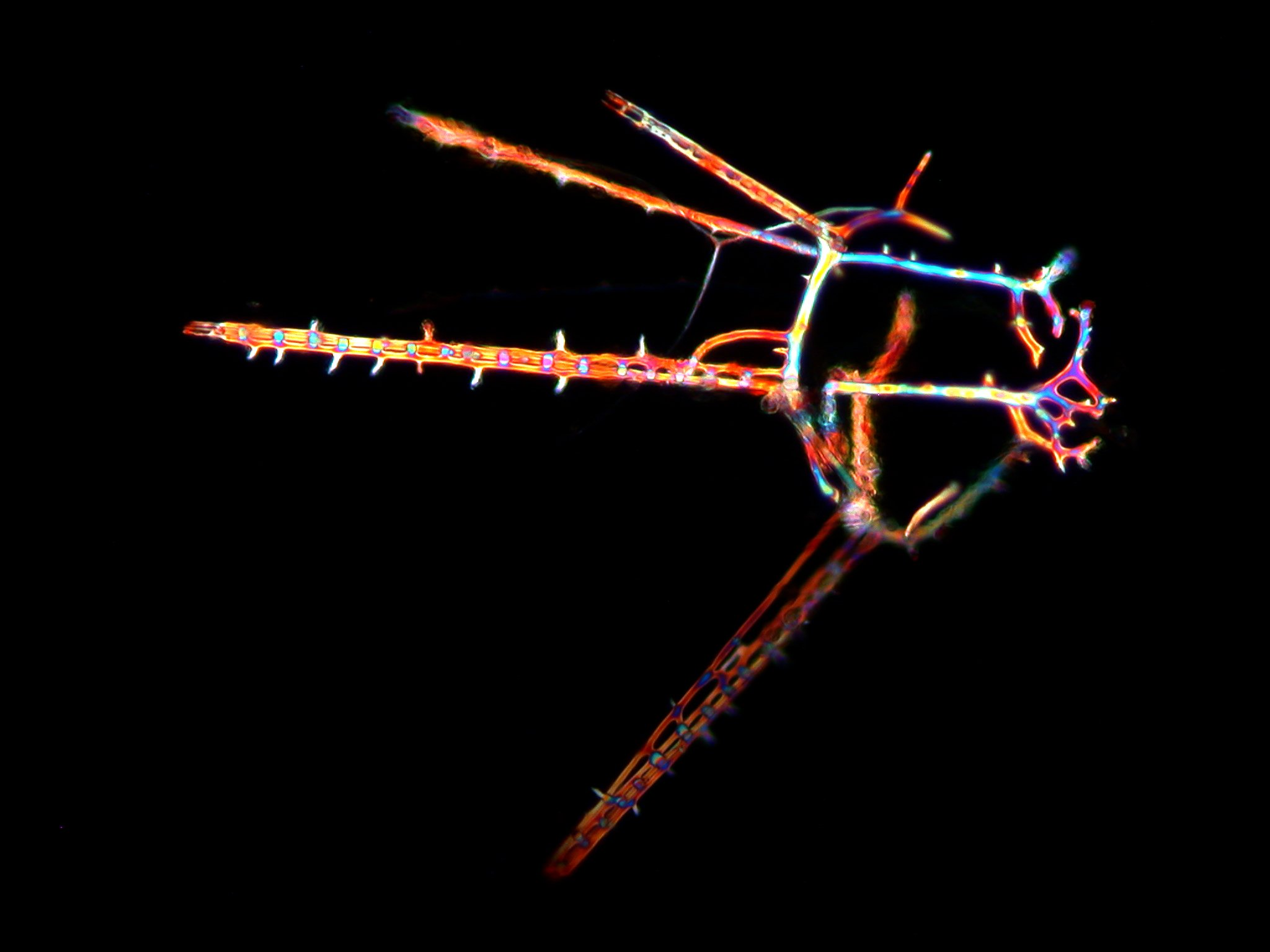
Squelette calcaire d'un pluteus de C. subdepressus mis en évidence en lumière polarisée.